# Diana Krall

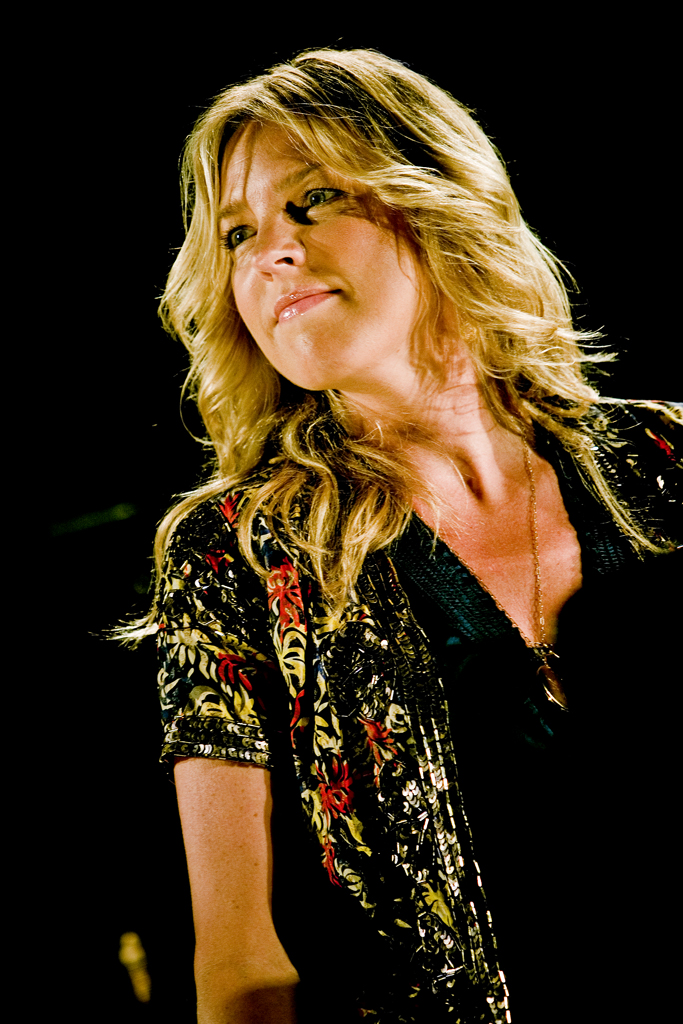
Diana Krall, 2008

Diana Jean Krall OC, OBC (* 16. November 1964 in Nanaimo, Vancouver Island, British Columbia), ist eine kanadische Jazzpianistin und Sängerin.

## Leben

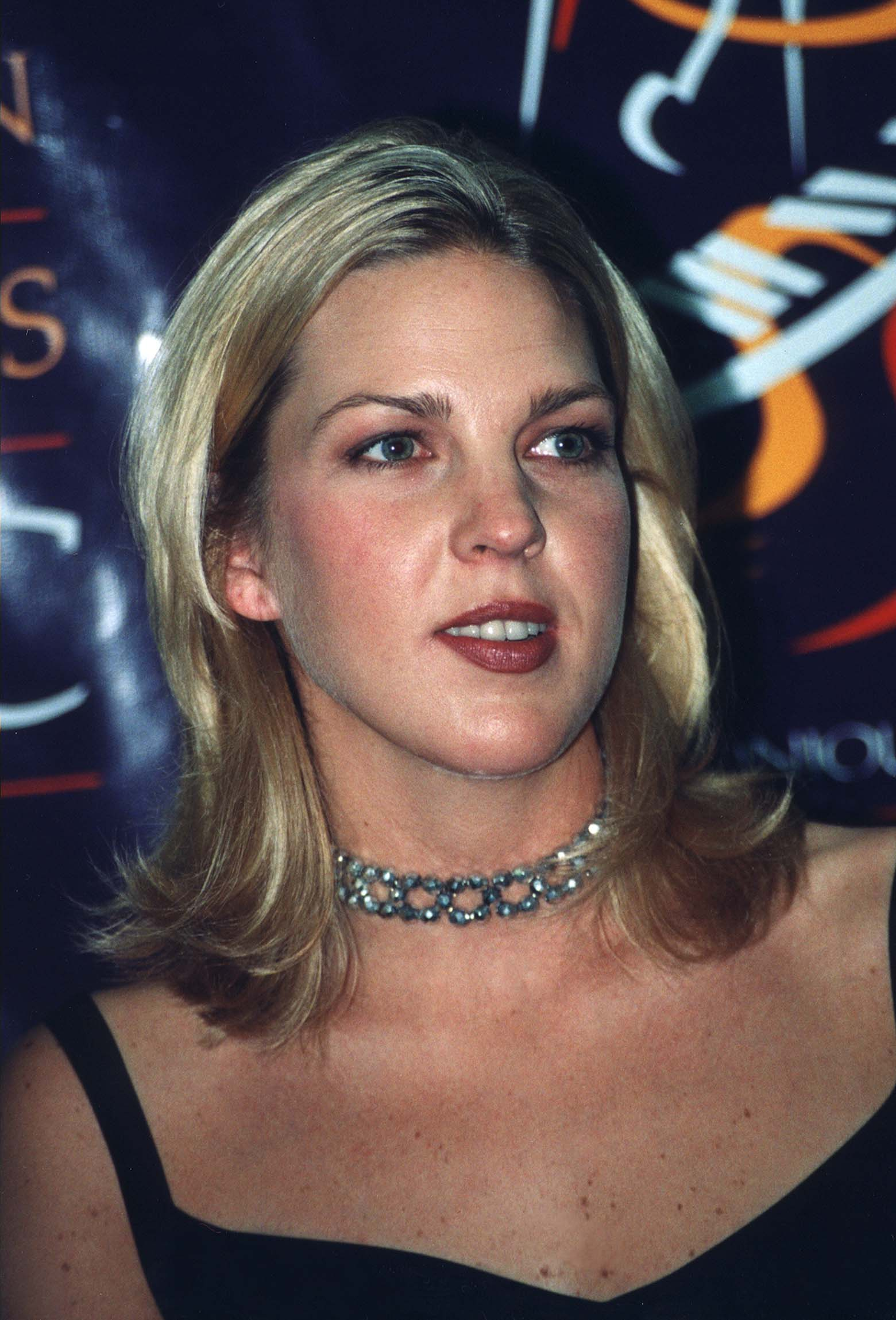
Diana Krall, 1998

Krall wuchs in einer musikalischen Familie auf: Die Eltern spielten Klavier, die Großmutter war Sängerin. Bereits im Alter von vier Jahren nahm sie Klavierunterricht. Neben klassischer Musik wurde in ihrem Elternhaus auch viel Jazz gehört. Als Jugendliche zog sie mit der Familie nach Vancouver, wo sie an der High School in einer Jazz-Combo spielte. Mit 15 trat sie in Nanaimo regelmäßig in Restaurants auf.
1980 bekam sie Kontakt zum Jazz-Bassisten Ray Brown, der sie in den folgenden Jahren mit einflussreichen Lehrern und Produzenten zusammenbrachte. Das Vancouver International Jazz Festival finanzierte ihr mit 17 Jahren ein Musikstudium am Berklee College of Music in Boston. Nach drei Semestern zog sie nach Los Angeles, wo der Musiker Jimmy Rowles ihr Klavierspiel verfeinerte und sie an den Gesang heranführte.
1990 ging sie nach New York City, spielte in zahlreichen Bars und schaffte 1993 mit ihrem Debütalbum Stepping Out den Durchbruch. Der einflussreiche Produzent Tommy LiPuma wurde auf sie aufmerksam, nahm sie für GRP Records unter Vertrag und kreierte das Album Only Trust Your Heart. Das dritte Album All For You war 1996 für einen Grammy nominiert und hielt sich über 70 Wochen in den Billboard Traditional Jazz Charts. Love Scenes entstand im Trio mit Russell Malone (Gitarre) und Christian McBride (Bass) und wurde zu einem Hitalbum der späten 1990er Jahre.
Das Album When I Look in Your Eyes aus dem Jahr 1999 fällt durch seine große Orchesterbegleitung auf und unterstreicht ihre Variations- und Innovationslust alter Jazzstandards. Das Album war für mehrere Grammys nominiert. Sie erhielt den Musikpreis in der Kategorie „Beste Jazzinterpretin des Jahres“. Für The Look of Love konnte sie den Arrangeur Claus Ogerman gewinnen. Das Album wurde mehrfach mit Platin ausgezeichnet.
Im September 2001 begann Krall ihre erste Welttournee. Nach den sechs Studioalben wurden auch Live-Mitschnitte ihres Pariser Konzerts im Olympia veröffentlicht. Diana Krall – Live in Paris übertraf ihre alten Rekorde und brachte ihr 2003 den zweiten Grammy für das beste Vocal-Jazz-Album und einen Juno-Award ein. John Clayton (Bass) und Jeff Hamilton (Schlagzeug), die sie bereits auf dem Debütalbum  begleitet hatten, gehörten zu ihrer Stammbegleitung.
Im Dezember 2003 heiratete sie den britischen Musiker und Songschreiber Elvis Costello, mit dessen Unterstützung sie zu texten und zu komponieren begann. Gemeinsam arbeiteten sie an dem Album The Girl in the Other Room, das im April 2004 erschienen ist. Als ihre Vorbilder bezeichnet Krall Carmen McRae und vor allem Nat King Cole, die ebenfalls Sänger und Pianisten waren. 2006 brachte sie in New York Zwillinge zur Welt.
Im März 2009 veröffentlichte sie das vom Bossa Nova beeinflusste Album Quiet Nights. Im selben Jahr erschien im September das von Krall produzierte Album Love Is the Answer von Barbra Streisand. Zudem tauchte sie mit dem Song Bye Bye Blackbird  bei einem Auftritt im Spielfilm Public Enemies auf. 2012 begleitete sie Paul McCartney auf seinem Album Kisses on the Bottom, das starke Jazz-Einflüsse aufweist.

## Diskografie
Studioalben

| Jahr | Titel Musiklabel                                                           | Höchstplatzierung, Gesamtwochen, AuszeichnungChartplatzierungen (Jahr, Titel, Musiklabel, Platzierungen, Wochen, Auszeichnungen, Anmerkungen) | Höchstplatzierung, Gesamtwochen, AuszeichnungChartplatzierungen (Jahr, Titel, Musiklabel, Platzierungen, Wochen, Auszeichnungen, Anmerkungen) | Höchstplatzierung, Gesamtwochen, AuszeichnungChartplatzierungen (Jahr, Titel, Musiklabel, Platzierungen, Wochen, Auszeichnungen, Anmerkungen) | Höchstplatzierung, Gesamtwochen, AuszeichnungChartplatzierungen (Jahr, Titel, Musiklabel, Platzierungen, Wochen, Auszeichnungen, Anmerkungen) | Höchstplatzierung, Gesamtwochen, AuszeichnungChartplatzierungen (Jahr, Titel, Musiklabel, Platzierungen, Wochen, Auszeichnungen, Anmerkungen) | Höchstplatzierung, Gesamtwochen, AuszeichnungChartplatzierungen (Jahr, Titel, Musiklabel, Platzierungen, Wochen, Auszeichnungen, Anmerkungen) | Anmerkungen                                                                      |
| Jahr | Titel Musiklabel                                                           | DE | AT | CH | UK | US | CA | Anmerkungen                                                                      |
| ---- | -------------------------------------------------------------------------- | --- | --- | --- | --- | --- | --- | -------------------------------------------------------------------------------- |
| 1993 | Stepping Out GRP (BMG)                                                     | — | — | — | — | — | — | Erstveröffentlichung: 1993                                                       |
| 1995 | Only Trust Your Heart GRP (BMG)                                            | — | — | — | — | — | — | Erstveröffentlichung: 1995                                                       |
| 1996 | All for You: A Dedication to the Nat King Cole Trio Impulse! (Justin Time) | — | — | — | — | — | — | Erstveröffentlichung: 1996                                                       |
| 1997 | Love Scenes Impulse! (UMG)                                                 | DE— ×2Doppelplatin (German Jazz Award)DE | — | — | — | US109 Platin · (8 Wo.)US | CA— ×2DoppelplatinCA | Erstveröffentlichung: 26. August 1997 Verkäufe: + 1.322.500                      |
| 1999 | When I Look in Your Eyes Verve Records (UMG)                               | DE— ×4Vierfachplatin (German Jazz Award)DE | — | — | UK71 Silber · (2 Wo.)UK | US56 Platin · (60 Wo.)US | CA12 ×3Dreifachplatin · (3 Wo.)CA | Erstveröffentlichung: 8. Juni 1999 Verkäufe: + 1.555.000                         |
| 2001 | The Look of Love Verve Records (UMG)                                       | DE15 Gold (German Jazz Award) + Gold · (25 Wo.)DE                                                                                             | AT15 Gold · (24 Wo.)AT | CH29 Gold · (20 Wo.)CH | UK23 Gold · (10 Wo.)UK | US9 Platin · (53 Wo.)US | CA1 ×7Siebenfachplatin · (30 Wo.)CA | Erstveröffentlichung: 18. September 2001 Verkäufe: + 3.435.000                   |
| 2003 | Vince Benedetti Meets Diana Krall TCB Records (TCB)                        | — | — | — | — | — | — | Erstveröffentlichung: 1. März 2003 mit Vince Benedetti; bereits 1990 aufgenommen |
| 2004 | The Girl in the Other Room Verve Records (UMG)                             | DE7 Gold · (23 Wo.)DE | AT3 Gold · (19 Wo.)AT | CH7 Gold · (15 Wo.)CH | UK4 Gold · (9 Wo.)UK | US4 Gold · (25 Wo.)US | CA1 ×2Doppelplatin · (11 Wo.)CA | Erstveröffentlichung: 31. März 2004 Verkäufe: + 2.180.000                        |
| 2006 | From This Moment On Verve Records (UMG)                                    | DE16 (9 Wo.)DE | AT15 (7 Wo.)AT | CH15 (10 Wo.)CH | UK29 (7 Wo.)UK | US7 (16 Wo.)US | CA1 ×2Doppelplatin · (6 Wo.)CA | Erstveröffentlichung: 12. September 2006 Verkäufe: + 360.000                     |
| 2009 | Quiet Nights Verve Records (UMG)                                           | DE7 (11 Wo.)DE | AT3 Gold · (12 Wo.)AT | CH10 (12 Wo.)CH | UK11 (4 Wo.)UK | US3 (25 Wo.)US | CA2 (13 Wo.)CA | Erstveröffentlichung: 31. März 2009 Verkäufe: + 232.500                          |
| 2012 | Glad Rag Doll Verve Records (UMG)                                          | DE17 (7 Wo.)DE | AT8 (10 Wo.)AT | CH13 (12 Wo.)CH | UK21 (2 Wo.)UK | US6 (11 Wo.)US | CA2 Gold · (7 Wo.)CA | Erstveröffentlichung: 2. Oktober 2012 Verkäufe: + 144.000                        |
| 2015 | Wallflower Verve Records (UMG)                                             | DE9 (17 Wo.)DE | AT5 Gold · (15 Wo.)AT | CH5 (12 Wo.)CH | UK19 (4 Wo.)UK | US10 (9 Wo.)US | CA2 Platin · (8 Wo.)CA | Erstveröffentlichung: 3. Februar 2015 Verkäufe: + 174.000                        |
| 2017 | Turn Up the Quiet Verve Records (UMG)                                      | DE16 ×3Dreifachgold (German Jazz Award) · (4 Wo.)DE                                                                                           | AT5 (9 Wo.)AT | CH10 (7 Wo.)CH | UK32 (1 Wo.)UK | US18 (2 Wo.)US | CA8 (9 Wo.)CA | Erstveröffentlichung: 5. Mai 2017 Verkäufe: + 98.000                             |
| 2018 | Love Is Here to Stay Verve Records / Columbia Records (UMG)                | DE20 (2 Wo.)DE | AT4 (7 Wo.)AT | CH12 (4 Wo.)CH | UK33 (1 Wo.)UK | US11 (4 Wo.)US | CA19 (4 Wo.)CA | Erstveröffentlichung: 14. September 2018 mit Tony Bennett; Verkäufe: + 46.000    |
| 2020 | This Dream of You Verve Records (UMG)                                      | DE30 Gold (German Jazz Award) · (3 Wo.)DE | AT15 (3 Wo.)AT | CH13 (6 Wo.)CH | — | — | CA82 (1 Wo.)CA | Erstveröffentlichung: 25. September 2020 Verkäufe: + 10.000                      |

## Filmografie
- 1999: At First Sight – Regie: Irwin Winkler (Cameo-Auftritt)
- 2003: Anything Else – Regie: Woody Allen (Cameo-Auftritt)
- 2004: De-Lovely – Regie: Irwin Winkler (Cameo-Auftritt)
- 2009: Public Enemies – Regie: Michael Mann (Cameo-Auftritt)